# Мессьє 28
 Мессьє 28 (також відоме як  М28 та NGC 6626) є кулястим скупченням в сузір'ї Стрільця.

## Історія відкриття
Скупчення було відкрито Шарлем Мессьє 27 липня 1764.

## Цікаві характеристики
M28 знаходиться на відстані від 18 000 до 19 000 світлових років від Землі.
У скупченні виявлено 18 змінних зірок типу RR Ліри. У 1987 році M28 стало другим кулястим скупченням, де був виявлений пульсар (першим було Мессьє 4).

## Зображення

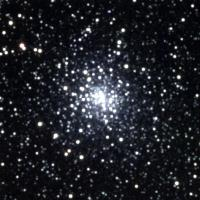
M28 on 2MASS

## Спостереження

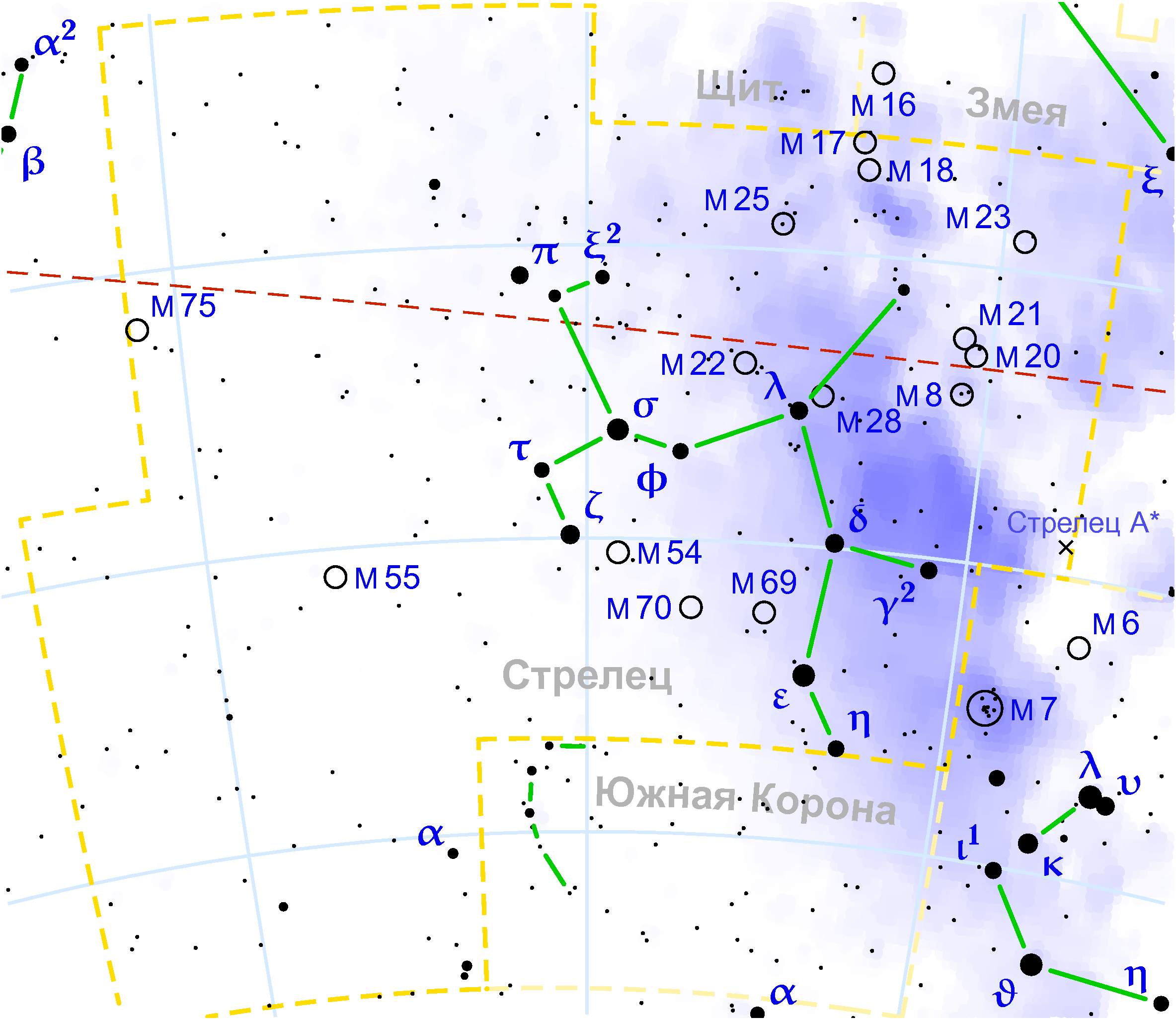
Кулясте скупчення M28 знаходиться в сузір'ї Стрільця

Це кулясте скупчення знаходиться прямо у центрі літнього сузір'я Стрільця, в градусі на північний захід від зірки λ Sgr. Скупчення помірно яскраве, для його пошуків буде потрібний хороший бінокль, а для розглядання початкового розділення на зірки телескоп апертурою 150—200 мм. Виділяється яскраве і щільне ядро скупчення, ідеально кругла форма, кілька зірок фону по сусідству. У середніх широтах північної півкулі Землі умови для спостережень М28 не найкращі — знаходиться невисоко від обрію.

### Сусіди по небу з каталогу Мессьє
- M22 — (на захід) одне з найяскравіших кулястих скупчень;
- M8 — (ще далі на захід) велика туманність «Лагуна»;
- M25 — (на північ) велике і для розсіяних досить багате на зірки скупчення;
- M24 — (на північний захід) яскравий фрагмент Чумацького Шляху;
- M54, M69 і M70 — ланцюжок з тьмяних кулястих скупчень у південній частині Стрільця.

### Послідовність спостереження в «Марафоні Мессьє»
… М6 → М22 →М28 → М69 → М54 …

## Навігатори
Координати:  18г 24м 32.89с, −24° 52′ 11.4″